# مقاطعة شارب (أركنساس)
مقاطعة شارب (بالإنجليزية: Sharp County)‏ هي إحدى مقاطعات ولاية أركنساس في الولايات المتحدة الأمريكية. حسب إحصائية 2010 كان عدد السكان يبلغ 17.264 نسمة.
مقر المقاطعة هي مدينة أش فلات. تشكلت المقاطعة في 18 يوليو عام 1868، وسميت باسم افرايم شارب عضو المجلس التشريعي في الولاية من نفس المنطقة.

## الجغرافيا
وفقا لتعداد عام 2000، بغلت المساحة الإجمالية للمقاطعة 606.35 ميل مربع (1،570.4 كم2)، منها 604.35 ميل مربع
(1،565.3 كم2) يابسة و 1.99 أميال مربعة (5.2 كم2) أو بنسبة (0.33٪) ماء.

## أهم المدن والبلدات
- أش فلات
- كيف سيتي
- شيروكي فيليج
- هاردي
- هورسشو بيند
- إيفنينغ
- أوزارك اكريس
- بوكيبسي
- سيدني
- ويليفورد